# 类型电台
类型电台或类型化电台（英語：Radio Format），有时也称为“类型节目”（Programming Format），描述的是某个广播电台节目内容的整体性质归属。类型电台淡化了电台节目之间的区别，为特定的受众提供特定的节目内容。 在某些广播频段受到监管的国家，类型电台或因其播送特定内容而更容易获得播出许可。
类型电台最早出现美国，而最早出现的类型电台则是音乐电台。 时至今日，类型电台的概念常常被电台所有者或运营方当作一种营销策略，同时电台的所属类型也会随市场的变动而变化。 音乐电台、黄金时代电台、全新闻电台、体育电台、谈话电台和气象电台都是不同的类型电台运营类别，而这些类别还可以再进一步的细分。
中国第一家音乐类型电台是2002年开播中央人民广播电台音乐之声；而第一家全新闻类型电台则是2004年开播的东广新闻资讯频率。

## 电台类型
类型电台的类型是不断变化发展的，同时每种类型还可以再细分出诸多子类型。以下电台类型可能仅仅只是地区性电台，或通过卫星广播、网络广播等形式播出。

### 音乐电台

#### 拉丁音乐电台
- 西班牙节奏乐（英语：Hispanic rhythmic）电台

- 兰切拉音乐（英语：Ranchera）电台

- 墨西哥地方音乐（英语：Regional Mexican）电台（包括：班达音乐（英语：Banda music）、科里多音乐（英语：Corrido）、兰切拉音乐等）

#### 国际音乐电台
- 加勒比音乐（英语：List of Caribbean music genres）电台（包括：雷鬼、索卡（英语：Soca music）、海伦格（英语：Merengue music）、昆比亚（英语：Cumbia）、莎尔莎等）

- 印度音乐电台

- 波尔卡音乐电台

- 世界音乐电台

#### 基督/福音音乐电台
- 基督教音乐电台
  - 基督教摇滚乐（英语：Christian rock）电台
  - 当代基督教音乐电台
  - 当代城市福音音乐（英语：Urban contemporary gospel）电台

#### 古典音乐电台
- 西方古典音乐电台[7]

- 当代古典音乐电台

#### 季节性/节假日音乐电台
- 圣诞节音乐（英语：Christmas music）电台

#### 其他类型音乐电台
- 折中音乐（英语：Eclecticism in music）电台

- 自由音乐（英语：Freeform (radio format)）电台（由唱片骑师精选音乐）

### 非音乐电台
| - 全新闻电台 - 儿童电台 - 基督教电台 - 校园电台 - 喜剧电台 - 教育电台 - 族群电台 / 国际电台 - 自由电台 | - 综合电台（谈话与各类音乐） - 黄金时代电台 - 超自然电台 - 有声书电台 - 纪实广播 - 戏剧广播 - 肥皂剧电台 | - 体育电台（体育谈话型） - 新闻 / 谈话电台 - 保守派谈话电台 - 进步派谈话电台 - 公共谈话电台 - 热谈 / 怪谈电台 - 气象电台 |